# 大崎文明
大崎 文明（おおざき ふみあき、1940年10月4日 - ）は、日本の経営者。西武百貨店社長を務めた。

## 経歴
東京都出身。1963年に成城大学経済学部を卒業し、同年に西武百貨店に入社。取締役、常務を経て、1998年6月に専務に就任し、2003年5月には社長に昇格し、2008年3月までに務めた。